# Norbert Konter
Norbert Konter (auch: Kontesch Norb, * 14. Dezember 1927 in Grevenmacher; † 26. September 2018 in Luxemburg) war ein luxemburgischer Politiker und Fußballspieler in und aus Grevenmacher.

## Tätigkeit
Von 1950 bis 1960 war er Mitarbeiter des Krankenkassenfonds und von 1960 bis 1987 Einnehmer bei der Gemeinde Grevenmacher.

### Politische Tätigkeit
In den Kommunalwahlen 1987 wurde er auf Anregung und Bitte von Jacques Santer und Jean Spautz auf der Liste der Chrëschtlech Sozial Vollekspartei (CSV) gewählt und war von 1988 bis 1999 Bürgermeister der Gemeinde Grevenmacher. Von 1989 bis 1999 war er auch Mitglied des luxemburgischen Parlaments (Chambre des Députés).
Von 1994 bis 1999 war er Präsident des Syndicat intercommunal à vocation multiple des villes et communes luxembourgeoises pour la promotion et la sauvegarde d’intérêts communaux généraux (SYVICOL, kurz: Gemeindesyndikat), in welchem seit 1993 alle Gemeinden des Landes Mitglied sind.

### Fußballkarriere
Am 14. Dezember 1941 unterzeichnete Konter seine erste Lizenz beim CS Grevenmacher (CSG), dem Fußballverein, dem er bis zu seinem Tod angehörte. Ursprünglich war er als Stürmer eingesetzt und wurde dann Torhüter. Er soll bei mehr als 1000 Spielen eingesetzt worden sein, ohne jemals eine gelbe Karte oder eine rote Karte bekommen zu haben. Im Verein Grevenmacher war er als Spieler, Trainer, Masseur, Betreuer, Platzwart, Sekretär und Präsident tätig und von 1986 bis 1998 Präsident des luxemburgischen Fußballverbandes. Die Fußballschule in Monnerich geht auf seine Initiative zurück sowie die Gründung von Lottolux. Am 24. Januar 1998 wurde er zum Ehrenpräsident des luxemburgischen Fußballverbandes gewählt.

## Ehrungen
- Im Jahr 1997 wurde ihm der Ehrenpreis des luxemburgischen Sportpresseverbandes verliehen.[7]
- Seit 1999 war er Offizier des Ordens der Eichenkrone (Ordre de la Couronne de Chêne).[8]
- Im Jahr 2004 erhielt er die Fairplay-Trophäe von COSL.[9]